# 奥伯豪森-莱茵豪森
奥伯豪森-莱茵豪森（德語：Oberhausen-Rheinhausen）是德国巴登-符腾堡州的一个市镇。总面积18.95平方公里，总人口9524人，其中男性4650人，女性4874人（2011年12月31日），人口密度503人/平方公里。